# Walter Winter
Walter Stanoski Winter (Wittmund, 19 de junio de 1919-Hamburgo, 19 de noviembre de 2012) fue un feriante sinto que fue parte de la resistencia alemana al nazismo. (Monumento a la Resistencia Alemana y Dokumentations- und Kulturzentrum Deutscher Sinti und Roma, 2019, pp. 86-88)

## Biografía
Walter Winter nació el 19 de junio de 1919 en el seno de una familia de feriantes sinti. Fue el cuarto de los nueve hijos de Johann y Anna Winter. Los padres de Walter Winter comerciaron con tejidos, el padre también con caballos. La familia habló alto alemán, bajo alemán y romaní. En 1926 Winter fue escolarizado. Ya que sus padres se fueron de viaje otra vez en 1927, vivió en casa de parientes en Oldenburg durante el periodo escolar. Cuando Winter tenía once años, él, sus padres y sus hermanos fueron de viaje por todo el año y Winter y sus hermanos fueron a la escuela donde la familia se encontró en el momento. Winter era un alumno muy bueno. (Monumento a la Resistencia Alemana y Dokumentations- und Kulturzentrum Deutscher Sinti und Roma, 2019, p. 85)
Ya antes de la toma de poder de los nacionalsocialistas los Winter sufrían discriminación porque eran sinti. Los niños eran insultados y maltratados por profesores y compañeros en la escuela y la familia era acosada por la policía. A partir de 1933 la situación de los sinti empeoró. Solamente poca gente en Alemania todavía quería comprarles su mercancía. Para llamar menos la atención como sinti, la familia decidió trabajar como feriantes con una barraca de tiro. (Monumento a la Resistencia Alemana y Dokumentations- und Kulturzentrum Deutscher Sinti und Roma, 2019, p. 85)
En invierno de 1938, cuando tenía diecinueve años, Walter Winter tuvo que cumplir el Reichsarbeitsdienst, (Monumento a la Resistencia Alemana y Dokumentations- und Kulturzentrum Deutscher Sinti und Roma, 2019, p. 85) un servicio que tenían que cumplir los hombres jóvenes a partir de 1935, y a partir del principio de la Segunda Guerra Mundial también las mujeres jóvenes. Las actividades a realizar incluían, por ejemplo, trabajos en la agricultura o en la construcción de autopistas. A partir del 1938 el Reichsarbeitsdienst sirvió más y más para apoyar a la Wehrmacht, el ejército. (Monumento a la Resistencia Alemana y Dokumentations- und Kulturzentrum Deutscher Sinti und Roma, 2019, p. 140) Después de tres meses todos los hombres que habían empezado junto con Winter el Reichsarbeitsdienst fueron ascendidos, mientras que él, siendo sinto, fue el único que no fue ascendido. (Monumento a la Resistencia Alemana y Dokumentations- und Kulturzentrum Deutscher Sinti und Roma, 2019, p. 85) El 11 de enero de 1940 fue llamado a filas. Sirvió en la marina. En la marina, Walter Winter completó un total de tres cursos de formación especial, que le cualificaron para el ascenso. Sin embargo, en marzo de 1942, todos sus compañeros fueron ascendidos, pero él no, porque fue sinto. Poco después fue despedido de la marina por las mismas razones racistas. (Monumento a la Resistencia Alemana y Dokumentations- und Kulturzentrum Deutscher Sinti und Roma, 2019, p. 85-86)
Después de haber sido despedido del ejército tuvo que realizar trabajos forzados. A principios de marzo de 1943, fue detenido por la policía y llevado a un campo colectivo para sinti y romaníes, donde ya estaban recluidos su hermano Erich y su hermana Maria. Al cabo de unos días, todos fueron deportados al campo de concentración y exterminio de Auschwitz-Birkenau. Walter Winter tenía veintitrés años. Él y su hermano Erich tomaron parte en la acción de resistencia de los sinti y romaníes del 16 de mayo de 1944: (Monumento a la Resistencia Alemana y Dokumentations- und Kulturzentrum Deutscher Sinti und Roma, 2019, p. 86) Cuando se enteraron de su planeado asesinato, varios miles de sinti y romaníes se rebelaron y se detuvo el gaseamiento. Sin embargo, al final la rebelión no tuvo éxito. Los nazis cambiaron su estrategia. Enviaron a los presos en condiciones de trabajar poco a poco a otros campos de concentración. A principios de agosto de 1944 el campo de concentración para los sinti y romaníes se disolvió y las 2900 personas restantes fueron gaseadas.
A finales de julio de 1944 Walter Winter, su hermano Erich y su hermana Maria fueron deportados al campo de concentración de Ravensbrück. Allí tuvieron que realizar duros trabajos forzados. (Monumento a la Resistencia Alemana y Dokumentations- und Kulturzentrum Deutscher Sinti und Roma, 2019, p. 86) Entre otros Walter Winter tenía que producir armamentos. Trabajando deliberadamente deficientemente, dificultó la producción de armamentos. (Monumento a la Resistencia Alemana y Dokumentations- und Kulturzentrum Deutscher Sinti und Roma, 2019, p. 88) El 3 de marzo de 1945 Walter y Erich Winter fueron deportados al campo de concentración de Sachsenhausen. Poco antes del final de la guerra, Walter y Erich Winter y otros sinti fueron obligados a luchar en la guerra. Intentaron repetidamente pero en vano separarse del frente. (Monumento a la Resistencia Alemana y Dokumentations- und Kulturzentrum Deutscher Sinti und Roma, 2019, p. 86) Walter Winter describió después de la guerra como deliberadamente apuntó mal cuando era soldado. (Monumento a la Resistencia Alemana y Dokumentations- und Kulturzentrum Deutscher Sinti und Roma, 2019, p. 88) Ambos hermanos sobrevivieron la guerra y pudieron regresar a casa, donde se reunieron con su madre, su padre y su hermana Maria. (Monumento a la Resistencia Alemana y Dokumentations- und Kulturzentrum Deutscher Sinti und Roma, 2019, p. 86)
A partir de 1948 Walter Winter trabajó como feriante otra vez. Pocos años después de la guerra se casó. Tuvo seis hijos. Se comprometió en el movimiento por los derechos civiles de los sinti y romaníes y habló regularmente como testigo de la época sobre la persecución durante el nacionalsocialismo. En 1992 se jubiló a la edad de setenta y tres años. En 2008 recibió la Cruz Federal al Mérito. Durante muchos años luchó para erigir el monumento a las víctimas sinti y romaníes del nazismo, que finalmente fue inaugurado el 24 de octubre de 2012. Walter Winter murió el 19 de noviembre de 2012 a la edad de noventa y tres años. (Monumento a la Resistencia Alemana y Dokumentations- und Kulturzentrum Deutscher Sinti und Roma, 2019, p. 86)

## Premios y reconocimientos
- Orden del Mérito de la República Federal de Alemania (Cruz Federal al Mérito, 2008) (Monumento a la Resistencia Alemana y Dokumentations- und Kulturzentrum Deutscher Sinti und Roma, 2019, p. 86)